# Кестенгольц
Кестенгольц (нім. Kestenholz) — громада в Швейцарії в кантоні Золотурн, округ Гой.

## Географія

Аерофотознімок (1950)

Кестенгольц знаходиться на півдні округу Гой, де він межує з кантоном Берн. Північна межа проходить вздовж автобану А1. Південну третину займає Ленгвальд.
Громада розташована на відстані близько 45 км на північний схід від Берна, 19 км на північний схід від Золотурна.
Кестенгольц має площу 8,6 км², з яких на 9,4 % дозволяється будівництво (житлове та будівництво доріг), 52,4 % використовуються в сільськогосподарських цілях, 38 % зайнято лісами, 0,2 % не є продуктивними (річки, льодовики або гори).

## Демографія
2019 року в громаді мешкало 1829 осіб (+10,1 % порівняно з 2010 роком), іноземців було 7,4 %. Густота населення становила 213 осіб/км².
За віковим діапазоном населення розподілялося таким чином: 21,2 % — особи молодші 20 років, 60,4 % — особи у віці 20—64 років, 18,4 % — особи у віці 65 років та старші. Було 787 помешкань (у середньому 2,3 особи в помешканні).
Із загальної кількості 633 працюючих 49 було зайнятих в первинному секторі, 188 — в обробній промисловості, 396 — в галузі послуг.

## Політика
Муніципальна рада на термін повноважень 2013—2017 складалась з дев'яти членів ради від таких партій
- ЦВП : 5 місць
- FDP : 2 місця
- Вільний список: 1 місце
- СП / Незалежні депутати: 1 місце

## Герб
Герб: Біле каштанове дерево на червоній хвилястій балці з зеленим листям, п'ятьма коричневими плодами та коричневим стовбуром.

## Пам'ятки
- Костел Святих Урса та Віктора
- Каплиця Святих Петра і Павла
- Житловий будинок, Ґойштрассе 2

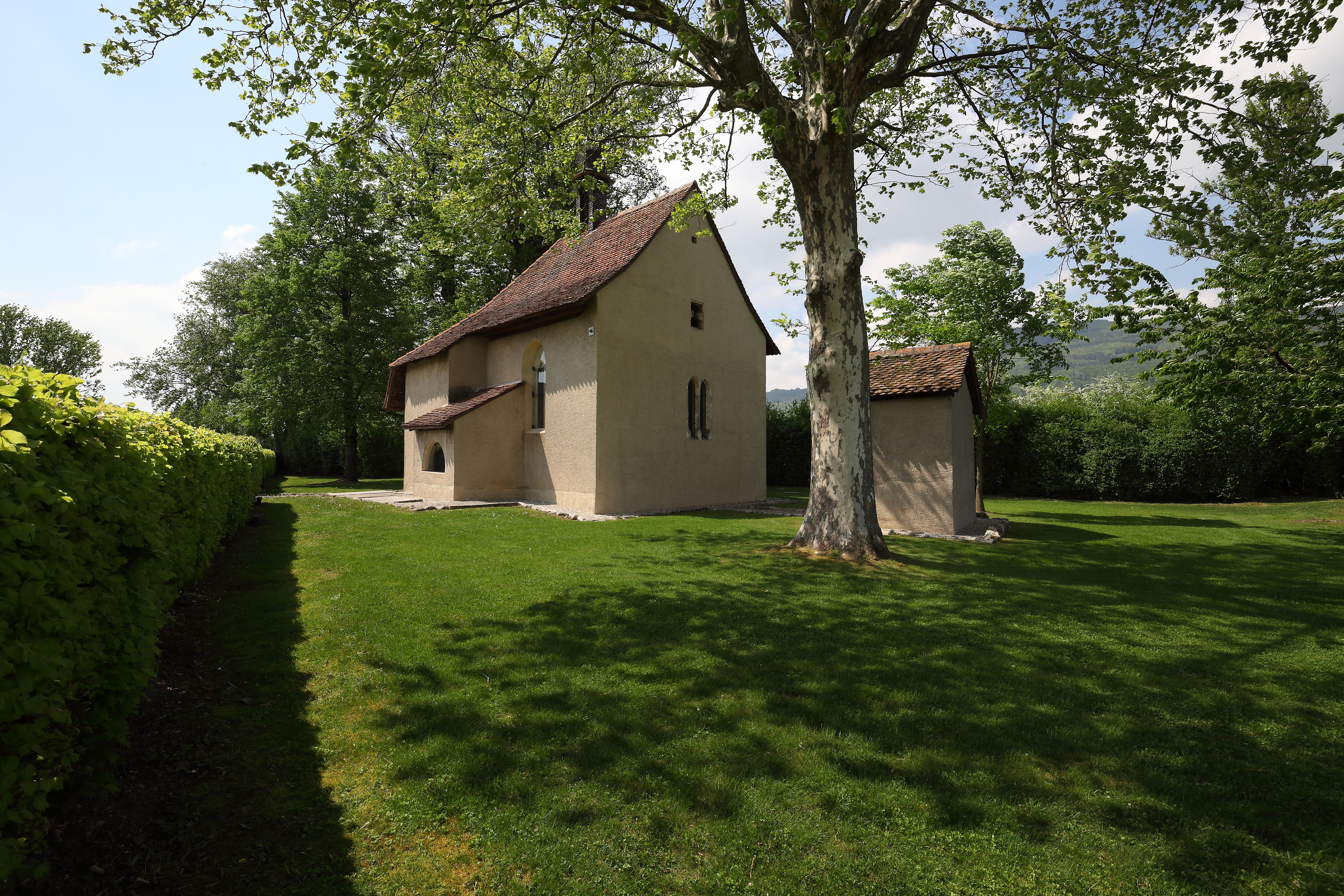
Каплиця Святих Петра та Павла

- Фермерський будинок, Оенсінгерштрассе 2

## Особистості
- Джозеф Йоахім (1834—1904), письменник
- Райнер Білі (нар. 1979), футболіст
- Йозеф Вінігер (нар. 1943), перекладач і письменник
- Стефф Бюргі та Кріс Бюргі, члени-засновники гурту Irrwisch
- Цезар Шпігель (1918—1998), художник, скульптор і кресляр